# Engoulevent de Nubie
Caprimulgus nubicus
Espèce
Statut de conservation UICN

 LC  : Préoccupation mineure
L'Engoulevent de Nubie (Caprimulgus nubicus) est une espèce d'oiseaux de la famille des Caprimulgidae.

## Répartition
Cet oiseau vit en Afrique orientale et l'ouest de la péninsule arabique.